# Fuembellida
Fuembellida es un municipio y localidad española de la provincia de Guadalajara, en la comunidad autónoma de Castilla-La Mancha. El término municipal tiene una población de 14 habitantes (INE 2024).

## Situación
El municipio de Fuembellida está situado en la parte este de la provincia de Guadalajara, 18 kilómetros al sur de Molina de Aragón por la carretera CM-210 en la comunidad de Castilla-La Mancha, España. El término municipal está incluido en el parque natural del Alto Tajo.
La práctica totalidad del término municipal se encuentra entre los 1200 y los 1300 m de altitud sobre el nivel del mar, excepto en el cañón marcado por el río Tajo, y en el barranco que desciende el Arroyo de la Fuente hasta el río Bullones, en ambos casos con alturas que se mueven en la horquilla de los 1000-1100 m. El punto más alto del municipio se encuentra en el paraje llamado Los Rubiales (1329 m de altitud). Junto a la zona urbana se encuentra una de las cumbres más destacadas de los montes de Picaza, el pico Cabeza Fuembellida (1323 m sobre el nivel del mar).
Se encuentra a 138 km de Guadalajara capital y a 212 km de Madrid.

## Historia
Hacia mediados del siglo XIX, el lugar, por entonces perteneciente al municipio de Baños de Tajo, tenía contabilizada una población de 80 habitantes. La localidad, a la sazón referida como Fuen bellida, aparece descrita en el octavo volumen del Diccionario geográfico-estadístico-histórico de España y sus posesiones de Ultramar de Pascual Madoz de la siguiente manera:

FUEN BELLIDA: l. del distrito municipal de Baños, en la prov. de Guadalajara (20 leg.), part. jud. de Molina (3), aud. terr. de Madrid (30), c. g. de Castilla la Nueva, dióc. de Sigüenza (12). sit. en una hondonada entre dos cerros que le dominan por E. y O., le combaten principalmente los vientos N. y NO., goza de clima sano, y las enfermedades mas comunes son algunas catarrales y tercianas: tiene 26 casas, la que fué de ayunt., con habitacion para cárcel; escuela de instruccion primaria concurrida por 9 alumnos, bajo la direccion de un maestro, á la vez sacristan, que no percibe por el primer cargo, mas que una corta retribucion de los discípulos; hay una fuente de abundantes y buenas aguas, que aprovecha el vecindario para beber y demas necesidades domésticas; una igl. parr. (San Roman) matriz de la de Escalera, servida por un cura de provision real y ordinaria, previo concurso. Confina el térm. con los de Baños, Escalera, Lebrancon, Zaorejas, Peñalen y Valhermoso; dentro de él se encuentran varios manantiales de buenas aguas. El terreno es de inferior calidad le bañan el Tajo que pasa entre la jurisd. de este pueblo y las de Zaorejas y Peñalén y el arroyo Bullones; hay un monte poblado de pinos, sabinas, enebros y alguna encina, y á las márg. del Tajo abundan los pinos, avellanos y boges. caminos, los locales, en mediano estado. correo, se recibe y despacha los sábados, en la adm. de Molina, por un cartero. prod.: trigo, centeno, avena, cebada, yeros, patatas y cáñamo; se cria ganado lanar, cabrio, vacuno y mular; caza de perdices, conejos, liebres y venados; en el Tajo se pescan truchas y barbos y en el arroyo algunos pececillos: ind.: la agrícola y un molino harinero. comercio: esportacion de algun sobrante de frutos, ganado y lana, é importacion de los art. de consumo que faltan. pobl.: 21 vec., 80 alm. cap. prod.: 326,250 rs. imp.: 26,100. contr.: 1,213. presupuesto municipal 480, se cubre con los fondos de propios.
(Madoz, 1847, p. 499)

## Demografía
Fuembellida cuenta con una población de 14 habitantes (INE 2024).
| Gráfica de evolución demográfica de Fuembellida entre 1842 y 2021 |
| |
| Población de derecho según los censos de población del INE Población de hecho según los censos de población del INEEntre el censo de 1857 y el anterior, este municipio desaparece porque se integra en el municipio Baños de Tajo Entre el censo de 1930 y el anterior, aparece este municipio porque se segrega del municipio Baños de Tajo |

Durante las épocas estivales la población crece notablemente debido a que muchas personas poseen aquí su segunda residencia, generalmente personas nacidas en el mismo pueblo que tuvieron que emigrar buscando trabajo, o los descendientes de estas, que emigraron principalmente a la Comunidad de Madrid, Barcelona, Guipúzcoa y Valencia.[cita requerida]

## Administración
| Periodo   | Nombre                       | Partido |
| --------- | ---------------------------- | ------- |
| 1979-1983 | -                            | UCD     |
| 1983-1987 | -                            | AP      |
| 1987-1991 | -                            | AP      |
| 1991-1995 | -                            | PSOE    |
| 1995-1999 | -                            | PSOE    |
| 1999-2003 | -                            | PSOE    |
| 2003-2007 | -                            | PSOE    |
| 2007-2011 | -                            | PSOE    |
| 2011-2015 | -                            | PSOE    |
| 2015-2019 | Ángel Luis Orejudo Hernández | PSOE    |
| 2019-2023 | Ángel Luis Orejudo Hernández | PSOE    |
| 2023-act. | José María Merlín Córdoba    | PSOE    |

### Evolución de la deuda viva
El concepto de deuda viva contempla solo las deudas con cajas y bancos relativas a créditos financieros, valores de renta fija y préstamos o créditos transferidos a terceros, excluyéndose, por tanto, la deuda comercial.
Entre los años 2008 a 2019 este ayuntamiento no ha tenido deuda viva.

## Patrimonio
Fuembellida tuvo su importancia en un pasado como productor de verduras y hortalizas.
Llama la atención la iglesia de San Román, situada en la plaza mayor del pueblo, de arquitectura rural molinesa, característica de la zona, cuyo retablo es presidido por la Virgen de la Hoz y por San Acacio, patrón del pueblo. El día 23 de agosto se celebra su festividad en el pueblo.
También es importante la fuente de agua, bastante antigua y recientemente rehabilitada, de la cual toma nombre el pueblo (Fuembellida, "Fuente Bella", "Fuente Hermosa").
En la plaza Mayor también se encuentra el Ayuntamiento y el Bar, frecuentado y dirigido por miembros de la Asociación Cultural Juvenil de Fuembellida.